# Blood & Oil
Blood & Oil é uma série de televisão americana de 10 episódios criada por Josh Pate e Rodes Fishburne, estreou na ABC dia 27 de setembro de 2015. A série conta a trajetória de um jovem casal que se muda para a cidade fictícia Rock Springs, Dacota do Norte, após a maior descoberta de petróleo na história americana.
A série conta com um elenco encabeçado por Don Johnson como magnata do petróleo Harlan "Hap" Briggs. Blood & Oil também é estrelado por Amber Valletta como sua esposa socialite maliciosa, Carla; Scott Michael Foster como seu filho vilão Wick; e Miranda Rae Mayo como sua filha ilegítima biracial Lacey que tem um caso com motorista pessoal de Hap, AJ Menendez (Adan Canto), que leva uma vida tripla. Chace Crawford e Rebecca Rittenhouse interpretam o  casal Billy e Cody LeFever, enquanto India de Beaufort interpreta a dona do bar/agiota Jules Jackman, e Delroy Lindo desempenham um xerife manhoso, Tip Harrison.
A ordem original era de 13 episódios, mas foi reduzida a 10 em 23 de outubro de 2015.

## Produção

### Desenvolvimento
O projeto foi escrito por Josh Pate e Rodes Fishburne, com Tony Krantz como produtor executivo. Em setembro de 2011, a ABC comprou o roteiro então intitulado The Bakken), juntamente com vários outros projetos de Krantz,  mas não tinha um piloto para a temporada 2012-13 da série. Em outubro de 2014, o projeto mudou-se para a rede dos Estados Unidos sob o título Boom e seria produzido pela ABC, mas nunca foi filmada.
Em 30 de janeiro de 2015, foi anunciado que o projeto havia retornado à ABC e tinha sido pego como piloto, que foi filmado em Northern Utah e foi dirigido por Jonas Pate. Em 7 de maio de 2015, a ABC pegou o piloto a série (ainda sem título). até 27 de maio de 2015, o título era Oil. em 1 de junho de 2015, foi relatado que Cynthia Cidre tinha sido contratado como produtora executiva e co-showrunner do projeto, agora intitulado Blood & Oil. em 5 de agosto de 2015, foi anunciado que Cidre seria substituído por Jon Harmon Feldman como showrunner, logo após que a produção que teve problemas devido "ao seu grande alcance".

### Fundição
A publicidade de fundição começou em fevereiro de 2015. Scott Michael Foster conseguiu o papel de garoto rico Wick. Rebecca Rittenhouse e India de Beaufort foram interpretar nos principais papéis femininos. Em 9 de março, foi anunciado que Don Johnson tinha aterrado o papel principal como o patriarca da família e homem mais poderoso da cidade; Johnson também é produtor executivo da série. Delroy Lindo foi a co-estrela como o xerife da cidade. Em 11 de março, Chace Crawford entrou para a série como um protagonista principal, enquanto Yani Gellman e Caitlin Carver foram interpretar como regulares. em 12 de março, Amber Valletta conseguiu o papel de nova esposa de Hap.
Depois o piloto foi apanhado pela série da ABC, começaram a fazer mudanças de elenco. Em 26 de maio de 2015, foi anunciado que Caitlin Carver e Yani Gellman, escalado como Lacey Briggs e AJ Menendez, respectivamente, deixaria o show e seus papéis seriam reformulados. Em 6 de julho de 2015, foi anunciado que Adan Canto iria desempenhar o papel de AJ Menendez, substituindo Gellman. em 20 de julho de 2015, foi anunciado que a Aurora Perrineau tinha substituído Caitlin Carver no papel de Lacey; o personagem foi mudado de branco para biracial. Em 4 de agosto de 2015, Miranda Rae Mayo substituiu Perrineau como Lacey, devido ao caráter de ser repensado a ser um personagem mais velho.
Vários atores foram interpretar nos papéis recorrentes. Yaani King e Keston John foram atuar como Ada e Kess Eze. Em 21 de agosto de 2015, anunciou-se que Wilson Bethel se juntou a série como Finn, sócio de Eze. Em 24 de agosto de 2015, Tara Karsian foi escalada como garçonete local de Van Ness. Em 7 de outubro de 2015, foi revelado que Lolita Davidovich se juntou a série como Annie Briggs, ex-mulher de Hap.

## Elenco e personagens

### Elenco regular
- Don Johnson como Harlan "Hap" Briggs
- Chace Crawford como Billy LeFever
- Rebecca Rittenhouse como Cody LeFever
- Scott Michael Foster como Wick Briggs
- Amber Valletta como Carla Briggs
- India de Beaufort como  Jules Jackman
- Miranda Rae Mayo como Lacey Briggs
- Adan Canto como Ahmed "A.J." Menendez
- Delroy Lindo como  Tip Harrison

### Elenco recorrente
- Barry Corbin como Clifton Lundegren
- Peyton List como Emma Lundegren
- Paul Rae como Garry Laframboise
- Keston John como Kess Eze
- Yaani King como Ada Eze
- Wilson Bethel como Finn
- Tara Karsian como Van Ness
- Lolita Davidovich como Annie Briggs

## Episódios
| N.º | Título                                              | Diretor          | Escritor                               | Exibição original      | Audiência (em milhões) |
| --- | --------------------------------------------------- | ---------------- | -------------------------------------- | ---------------------- | ---------------------- |
| 1   | "Pilot" "Piloto"                                    | Jonas Pate       | Josh Pate & Rodes Fishburne            | 27 de setembro de 2015 | 6,36                   |
| 2   | "The Ripple Effect" "Efeito Ondulação"              | Jonas Pate       | Josh Pate                              | 4 de outubro de 2015   | 5,27                   |
| 3   | "Hustle and Flow" "Agitação e Fluxo"                | Rod Holcomb      | Matt Pyken                             | 11 de outubro de 2015  | 3,91                   |
| 4   | "The Birthday Party" "A Festa de Aniversário"       | Mikael Salomon   | Robert Rovner                          | 18 de outubro de 2015  | 3,50                   |
| 5   | "Rocks and Hard Places" "Rochas e Lugares Difíceis" | Michael Nankin   | Jon Harmon Feldman                     | 25 de outubro de 2015  | 3,77                   |
| 6   | "Convergence" "Convergência"                        | Chris Grismer    | Jon Harmon Feldman                     | 1 de novembro de 2015  | 3,25                   |
| 7   | "Fight or Flight" "Lutar ou Fugir"                  | Cherie Nowlan    | Robert Rovner & Dana Ledoux Miller     | 8 de novembro de 2015  | 3,40                   |
| 8   | "Rats, Bugs and Moles" "Ratos, Insetos e Toupeiras" | Brian Kelly      | Robert Rovner & Matt Pyken             | 29 de novembro de 2015 | 3,20                   |
| 9   | "The Art of The Deal" "A Arte do Negócio"           | Tim Hunter       | Rodes Fishburne & Pierluigi D. Cothran | 6 de dezembro de 2015  | 3,23                   |
| 10  | "Departures" "Despedidas"                           | Andrew Bernstein | Jon Harmon Feldman                     | 13 de dezembro de 2015 | 3,13                   |

## Nota dos críticos
| №  | Título                  | Data                   | Nota (18–49) | Audiência (em milhões) | DVR (18–49)  | Audiência em DVR (milhões) | Total (18–49) | Audiência total (em milhões) |
| -- | ----------------------- | ---------------------- | ------------ | ---------------------- | ------------ | -------------------------- | ------------- | ---------------------------- |
| 1  | "Pilot"                 | 27 de setembro de 2015 | 1,4/4        | 6,36                   | 0,7          | 2,63                       | 2,1           | 8,99                         |
| 2  | "The Ripple Effect"     | 4 de outubro de 2015   | 1,3/3        | 5,27                   | 0,5          | 2,08                       | 1,8           | 7,35                         |
| 3  | "Hustle and Flow"       | 11 de outubro de 2015  | 0,9/2        | 3,91                   | —            | 1,93                       | —             | 5,84                         |
| 4  | "The Birthday Party"    | 18 de outubro de 2015  | 0,9/2        | 3,50                   | —            | —                          | —             | —                            |
| 5  | "Rocks and Hard Places" | 25 de outubro de 2015  | 0,9/2        | 3,77                   | —            | —                          | —             | —                            |
| 6  | "Convergence"           | 1 de novembro de 2015  | 0,8/2        | 3,25                   | 0,6          | 1,71                       | 1,4           | 4,96                         |
| 7  | "Fight or Flight"       | 8 de novembro de 2015  | 0,8/2        | 3,40                   | 0,6          | 1,78                       | 1,4           | 5,19                         |
| 8  | "Rats, Bugs and Moles"  | 29 de novembro de 2015 | 0,9/2        | 3,20                   | 0,6          | 1,78                       | 1,5           | 4,98                         |
| 9  | "The Art of the Deal"   | 6 de dezembro de 2015  | 0,9/3        | 3,23                   | por anunciar | por anunciar               | por anunciar  | por anunciar                 |
| 10 | "Departures"            | 13 de dezembro de 2015 | 0,8/3        | 3,13                   | por anunciar | por anunciar               | por anunciar  | por anunciar                 |